# Ichneumon shikotsuensis
Ichneumon shikotsuensis là một loài tò vò trong họ Ichneumonidae.